# Protracheoniscus karakorum
Protracheoniscus karakorum is een pissebed uit de familie Trachelipodidae. De wetenschappelijke naam van de soort is voor het eerst geldig gepubliceerd in 1955 door Jackson.